# The Frog Prince (album)
The Frog Prince: The Original Soundtrack Recording è l'album della colonna sonora dell'omonima commedia romantica The Frog Prince (1985), una coproduzione anglo-francese diretta dal regista inglese Brian Gilbert. L'album è stato pubblicato nel 1985 da Island Visual Arts, un'etichetta sussidiaria della Island Records. La musica dell'album è stata composta quasi interamente dalla cantante, compositrice e musicista irlandese Enya, ma solo due delle sue tracce, "The Frog Prince" e "Dreams" sono state eseguite da lei, i restanti brani sono invece eseguiti da altri musicisti o comunque riarrangiate e prodotte da Richard Myhill e Jazz Club. Nella colonna sonora vengono eseguiti anche diversi standard jazz, l'album è stato ristampato nell'agosto 1999 da Spectrum Music.

## Tracce
Lato A
1. Richard Myhill – The Train to Paris – 2:14 (musica: Enya)
2. Richard Myhill – The First Day – 1:32 (musica: Enya)
3. Jazz Club – Mack the Knife – 2:16 (musica: Kurt Weill)
4. Jazz Club – Let It Be Me – 3:15 (musica: Enya)
5. Richard Myhill – With Jean-Phillippe – 2:16 (musica: Enya)
6. Richard Myhill – Jenny – 1:07 (musica: Enya)
7. Richard Myhill – Reflections – 1:08 (musica: Enya)
8. Enya – The Frog Prince – 3:15 (testo: Roma Ryan – musica: Enya)

Lato B
1. Enya – Dreams – 3:38 (testo: Charlie McGettigan – musica: Enya)
2. Richard Myhill – The Kiss – 1:56 (musica: Enya)
3. Jazz Club – Sweet Georgia Brown – 2:11 (musica: Maceo Pinkard, Ben Bernie, Kenneth Casey)
4. Jazz Club – Georgia on My Mind – 3:56 (musica: Enya)
5. Richard Myhill – A Kiss by the Fountain – 1:52 (musica: Enya)
6. Richard Myhill – Jenny & Roz – 1:22 (musica: Enya)
7. Édith Piaf – Les Flon-Flons du Bal – 2:20 (musica: Charles Dumont, Michel Vaucaire)
8. Richard Myhill – Epilogue – 0:57 (musica: Enya)

## Formazione
Artista
- Enya - voce solista ("The Frog Prince" e "Dreams"), strumenti vari

Personale aggiuntivo
- Jazz Club - interprete in "Mack the Knife", "Let It Be Me", "Sweet Georgia Brown" e "Georgia on My Mind"
- Édith Piaf - voce solista ("Les Flon-Flons du Bal")
- Roma Ryan - testo ("Il principe ranocchio")
- Charlie McGettigan - testo ("Dreams")

Produzione
- Nicky Ryan - produttore ("Il principe ranocchio" e "Dreams")
- Richard Myhill - produttore, arrangiatore (tracce composte da Enya)
- Philip Begley - ingegnere (tracce composte da Enya)
- Steve Allan - ingegnere
- Andrew Boland – mixer (tracce composte da Enya)